# Estat de Gràcia (programa de ràdio)
Estat de Gràcia va ser un programa radiofònic emès a Catalunya Ràdio de dilluns a divendres de quatre a set del vespre, dirigit per Roger de Gràcia i presentat per Roger de Gràcia com a "President" i amb Maria Sherman Rovira com a "Vicepresidenta" (les dues primeres temporades també comptava amb Anna Ayala com a "Vicepresidenta"). El programa va néixer la temporada 2016-2017. L'EGM de la primera onada de 2019 es donà una audiència de 102.000 oients diaris. Es va mantenir en antena fins a l'estiu de 2021, quan es va anunciar que seria substituït pel nou projecte de La tarda de Catalunya Ràdio, presentat per Òscar Fernández i Elisenda Carod.

## Col·laboradors

### Presentadors del programa
- Roger de Gràcia – presentador i director del programa com a "President" del Estat de Gràcia.
- Maria Sherman Rovira – copresentadora i "Vicepresidenta".
- Anna Ayala – copresentadora i "Vicepresidenta" (les dues primeres temporades)

### Col·laboradors
- Iu Forn – com a Cap de l'oposició. Repassa l'actualitat informativa.
- Jaume Grau – També exercia el càrrec de Cap de l'oposició a les primeres temporades.
- Carme Lluveras – Repassa l'actualitat informativa durant la primera hora del programa amb la seva mirada àcida.
- Juanjo Sáez – Repassa l'actualitat informativa cada dia durant la primera hora del programa (des de la Temporada 4).
- Pepe Colubi – Còmic que repassa l'actualitat des de la seva mirada particular.
- David Guzmán – parlant sobre llibres.
- Patrycia Centeno - ministra de Metallenguatges Polítics, examina amb lupa la comunicació no verbal a les fotografies d'actualitat.
- Carlos Enrique Bayo – analitzant les clavegueres de l'estat espanyol.
- Nia Sanjuan – analitza el què i el com de la setmana a la televisió
- Montse Virgili – parlant principalment sobre música.
- Adam Martín i David Olivares – ministres, respectivament, d'Alimentació Saludable i de Massa Tonteria Porteu Amb Tanta Quinoa, comentant els hàbits alimentaris.
- Fermí Fernàndez – debat contraposat a Montse Virgili
- Carles Xuriguera i Rafael Faixedas.
- Marc Garriga i Alfons Gorina – expliquen les novetats del cinema i de les sèries
- Lolita Bosch – parla sobre personatges increïbles
- Sílvia Soler – parla sobre històries d'amor (reals o fictícies).
- Francesc Mauri – meteoròleg que parla d'informació meteorològica y mediambiental.
- Maiol Roger Homs – analitzant l'actualitat política, especialment davant el judici contra els presos polítics independentistes.
- Xabier Lapitz.
- Carles Porta – tenia una secció on narrava crims.
- Jair Domínguez – desgrana la seva particular visió de l'actualitat política i social.
- Pere Escobar – analitzant la jornada futbolística.
- Paula Molés i Pau Arenós – ataquen el tema gastronòmic: tendències, tresors, terrenys de batalla i hedonisme del paladar.
- Josep Lluís Merlos – desgrana tota l'actualitat de motor i mobilitat.
- Josep Soler – economista, director general de l'Institut d'Estudis Financers, explica com ens afecten, a nosaltres, els ciutadans, diferents aspectes de l'economia.
- Gina Tost – sobre la vida i les tendències a les xarxes socials.
- Jordi Creus – sobre històries i curiositats de la història.